# Nanny Johansson

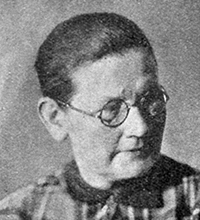
Nanny Johansson

Nanny Charlotta Elise Blomma Johansson, född den 29 oktober 1881 i Arby socken, död den 11 januari 1952 i Uppsala, var en svensk författare.

## Biografi
Nanny Johanssons skolutbildning bestod av ett par terminers mycket oregelbunden undervisning, men hon bedrev därefter självstudier, för att till sist åren 1923–1924 gå på Birkagårdens folkhögskola. Uppväxten skedde under svåra förhållanden och i stor fattigdom och hon fick tidigt försörja sig själv. Hon arbetade bland annat i tio år på Jonsereds fabriker, i trädgårdar, som springflicka och städerska. I sina romaner uppvisar Johansson en stark psykologisk människoskildring, där hon återger vanliga människoöden. Serien En ovälkommen är självbiografisk.